# Lawrence Kudlow
 
Categoría:Hombres
Lawrence Alan «Larry» Kudlow (Englewood, Nova Jersey; 20 de agosto de 1947) é um comentarista político conservador, analista econômico, apresentador de televisão e colunista de jornal estadunidense. Kudlow é entusiasta em difundir as ideias do supply-side economics, uma corrente de economia que sugere a redução das taxas de impostos, para fomentar os investimentos nos negócios.

## Carreira

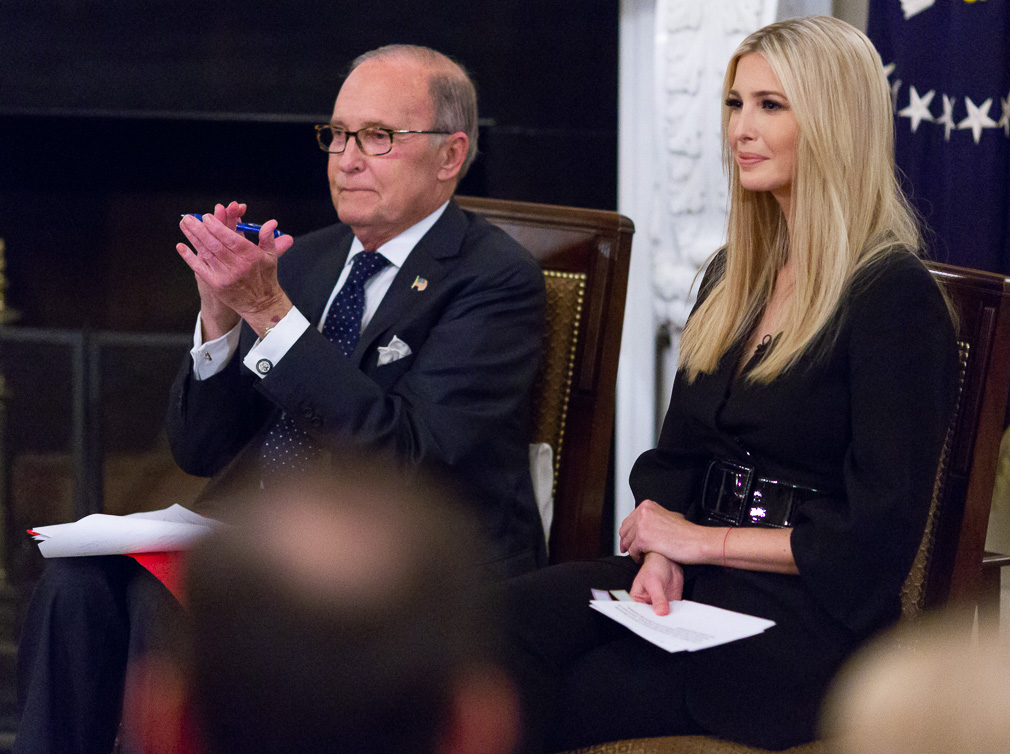
O presidente Donald J. Trump, Ivanka Trump e Larry Kudlow participam no evento "Nosso compromisso com os trabalhadores de Estados Unidos".

Kudlow se formou em História pela Universidade de Rochester, onde também foi uma das estrelas do time de tênis. Posteriormente, estudou na Universidade de Princeton.
Kudlow trabalhou durante a primeira administração do presidente Ronald Reagan como assessor econômico no Office of Management and Budget (OMB), um escritório que é parte do executivo e que se encarrega de revisar o orçamento federal estadunidense e de outras questões econômicas.
Larry tem escrito livros a respeito da economia estadounidense.
Kudlow é o apresentador do programa de economia e política Kudlow & Company no canal de televisão de negócios CNBC.
1. 1 2  «Lawrence A. Kudlow». The Independent Institute. Consultado em 19 de outubro de 2023
2. 1 2 3  «Lawrence Kudlow – Ideas Collections | Conteúdo de Qualidade para Eventos». Consultado em 19 de outubro de 2023